# Zasady dynamiki Newtona

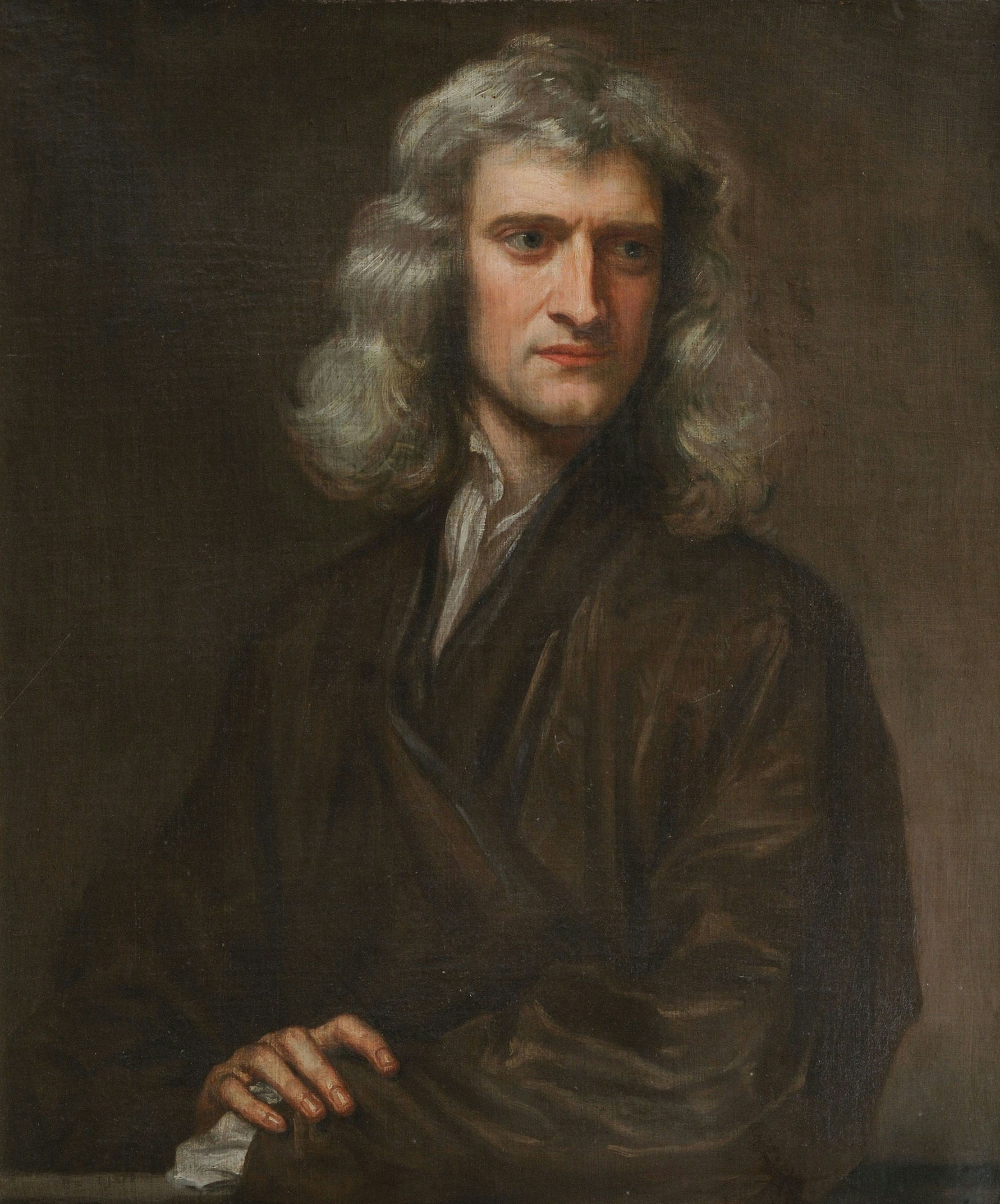
Sir Isaac Newton (1643–1727) – fizyk, który podał trzy zasady dynamiki

Zasady dynamiki Newtona – trzy zasady leżące u podstaw mechaniki klasycznej i całej fizyki klasycznej, zwanej też niutonowską. Zasady dynamiki określają związki między ruchem ciała a siłami działającymi na nie, dlatego zwane są też prawami ruchu.
Podał je Isaac Newton w książce Matematyczne zasady filozofii naturalnej (łac. Philosophiae Naturalis Principia Mathematica) z 1687 roku. 
W mechanice kwantowej przeważnie nie mają zastosowania, w mechanice relatywistycznej obowiązują w ograniczonym zakresie.

## Wprowadzenie
Zasady dynamiki Newtona wykazały fałszywość wcześniejszej fizyki Arystotelesa. Zlikwidowały pojęcia absolutnego spoczynku i absolutnego ruchu. Ruch jest w nich traktowany przede wszystkim jako pewien stan, a nie – jak uważano wcześniej – proces. 
Zasady dynamiki Newtona są stosowane do punktów materialnych, które są idealizacją rzeczywistych ciał w tym sensie, że wielkość i kształt ciała obiektu są zaniedbane. Odpowiada to ciałom, które są małe w porównaniu do odległości między nimi, a odkształcenia i obrót ciała są bez znaczenia. W ten sposób nawet planeta może być traktowana jako punkt materialny przy analizie ruchu orbitalnego wokół swojej gwiazdy.
W swojej oryginalnej postaci zasady dynamiki Newtona nie są wygodne do charakterystyki ruchu ciał rozciągłych (a zwłaszcza ciał odkształcalnych). Jednak korzystając z tych zasad, można wyprowadzić równania bardziej odpowiednie, np. dla sztywnych niepunktowych ciał są prawa ruchu Eulera (można je również odnieść do ruchu obrotowego).

## I zasada dynamiki (zasada bezwładności)
| I zasada dynamiki |
| --- |
| W inercjalnym układzie odniesienia, jeśli na ciało nie działa żadna siła lub siły działające równoważą się, to ciało pozostaje w spoczynku lub porusza się ruchem jednostajnym prostoliniowym. |

Pierwsza zasada dynamiki Newtona jest rozwinięciem idei Galileusza, który zauważył, że jeżeli usuniemy przeszkody ruchu, to zniknie potrzeba podtrzymywania ruchu przez jakąkolwiek siłę. Ruch jednostajny prostoliniowy będzie się odbywać sam przez siebie, bez żadnej pomocy z zewnątrz, o takim ruchu mówimy czasem jako o ruchu swobodnym. Galileusz stwierdza, że z każdym obiektem można związać układ odniesienia i że opisy tego samego ruchu w każdym układzie są równoważne. Stwierdzenie to nazywane jest zasadą względności. Galileusz opisał także sposób zamiany wielkości opisujących ruch, gdy zmieniany jest układ odniesienia, zwany transformacją Galileusza.
Pierwszą zasadę dynamiki można zapisać matematycznie, gdy masa jest stała i różna od zera w postaci:
{\displaystyle \sum F=0\Leftrightarrow {\frac {\mathrm {d} v}{\mathrm {d} t}}=0.}
Wybierzmy ciało spełniające założenia pierwszej zasady dynamiki i przypiszmy mu pewien układ odniesienia. Każde ciało, na które też nie działa żadna siła, będzie w tym układzie odniesienia również spoczywało lub poruszało się po linii prostej ruchem jednostajnym. Każdemu takiemu ciału również można przypisać pewien nowy układ odniesienia. Układy te będą względem siebie spoczywały lub poruszały się ruchem jednostajnym prostoliniowym. Takie układy odniesienia nazywamy układami inercjalnymi.
Dlatego pierwsza zasada dynamiki jest traktowana jako postulat istnienia inercjalnego układu odniesienia i jest formułowana:
Istnieje układ odniesienia, w którym cząstka nie podlegająca oddziaływaniu z otoczeniem, spoczywa lub porusza się po prostej ze stałą prędkością.
Pierwsza zasada dynamiki zakłada istnienie inercjalnego układu odniesienia, nie wskazuje jak należy szukać takiego układu, dlatego jest postulatem istnienia inercjalnego układu odniesienia.
Jeżeli istnieje jeden inercjalny układ odniesienia, to istnieje ich nieskończenie wiele. Układy inercjalne spoczywają lub poruszają się względem siebie po linii prostej ze stałą prędkością.
Wyżej opisany sposób zamiany opisu ruchu z jednego układu odniesienia do innego w mechanice klasycznej nazywany jest transformacją Galileusza.
Bezwładność ciał jest to zdolność ciał do przeciwstawiania się wszelkim zmianom ruchu. Miarą bezwładności ciała jest jego masa.

## II zasada dynamiki
| II zasada dynamiki |
| --- |
| W inercjalnym układzie odniesienia jeśli siły działające na ciało nie równoważą się (czyli wypadkowa sił {\displaystyle {\vec {F}}_{w}} jest różna od zera), to ciało porusza się z przyspieszeniem wprost proporcjonalnym do siły wypadkowej, a odwrotnie proporcjonalnym do masy ciała. |

{\displaystyle {\vec {a}}={\frac {1}{m}}{\vec {F}}_{\mathrm {w} }={\frac {{\vec {F}}_{\mathrm {w} }}{m}}.}
Zmiana pędu ciała w jednostce czasu jest proporcjonalna do wypadkowej siły działającej na to ciało i jest skierowana zgodnie z tą siłą.
{\displaystyle {\frac {\mathrm {d} {\vec {p}}}{\mathrm {d} t}}={\vec {F}}.}
Zasada ta obowiązuje również dla ciała o zmiennej masie np. w mechanice relatywistycznej.
Przy założeniu, że ciało jest punktem materialnym o stałej masie (np. gdy nie występują efekty relatywistyczne dotyczące m.in. masy, czyli dla prędkości znacznie mniejszych od prędkości światła w próżni), oba sformułowania drugiej zasady są równoznaczne:
{\displaystyle {\vec {F}}={\frac {\mathrm {d} {\vec {p}}}{\mathrm {d} t}}={\frac {\mathrm {d} }{\mathrm {d} t}}(m{\vec {v}})=m{\frac {\mathrm {d} {\vec {v}}}{\mathrm {d} t}}=m{\vec {a}}.}
Dlatego wersja w postaci uproszczonej funkcjonuje na wstępnych etapach nauczania fizyki i jest stosowana powszechnie do obliczeń:
Przyspieszenie, z jakim porusza się ciało, jest proporcjonalne do działającej siły, a odwrotność masy jest współczynnikiem proporcjonalności. Kierunek i zwrot przyspieszenia jest zgodny z kierunkiem i zwrotem siły
{\displaystyle {\vec {a}}={\frac {\vec {F}}{m}}.}
Gdy wypadkowa siła działająca na ciało jest równa zeru, to przyspieszenie ciała jest równe zero, czyli ciało porusza się ze stałą prędkością lub pozostaje w spoczynku, co jest równoznaczne z treścią pierwszej zasady dynamiki. Zatem pierwsza zasada stanowi szczególny przypadek drugiej zasady. Niezależne od siebie są tylko druga i trzecia spośród zasad dynamiki Newtona.
Po raz pierwszy drugą zasadę dynamiki Newtona zapisał wzorem matematycznym Jakob Hermann w swoim dziele Phoronomia z 1716 roku.

## III zasada dynamiki (zasada akcji i reakcji)
| III zasada dynamiki |
| --- |
| Oddziaływania ciał są zawsze wzajemne. W inercjalnym układzie odniesienia siły wzajemnego oddziaływania dwóch ciał mają takie same wartości, taki sam kierunek, przeciwne zwroty i różne punkty przyłożenia (każda działa na inne ciało). |

Jeśli ciało A działa na ciało B siłą F (akcja), to ciało B działa na ciało A siłą (reakcja) o takiej samej wartości i kierunku, lecz o przeciwnym zwrocie.
W wersji skróconej:
Każdej akcji towarzyszy reakcja równa co do wartości i kierunku, lecz przeciwnie zwrócona.
Lecz należy pamiętać, że te siły się nie równoważą (gdyż działają na różne ciała).
Przeważnie w mechanice klasycznej III zasada dynamiki Newtona i zasada zachowania pędu są równoważne. Obie nie obowiązują gdy układ fizyczny nie jest odosobniony czy podczas kreacji par cząstek wirtualnych.
Zasady dynamiki można również zapisać dla wielkości kątowych w ruchu obrotowym, ale prosta analogia ma miejsce tylko w przypadkach, gdy oś obrotu nie zmienia kierunku (ustalona oś, toczenie prostoliniowe). Zasady te mogą być stosowane w układach nieinercjalnych po uwzględnieniu sił bezwładności.

## Związek z zasadami zachowania
W nowoczesnej fizyce zasada zachowania pędu, energii i momentu pędu są bardziej ogólne niż zasady dynamiki, ponieważ dotyczą zarówno światła i materii, jak i fizyki klasycznej oraz nieklasycznej.
Można to zapisać w następujący sposób: „Pędu, energii i momentu pędu nie można stworzyć ani zniszczyć”.
Ponieważ siła jest pochodną pędu po czasie, sama koncepcja siły jest zbędna i podporządkowana zachowaniu pędu i nie jest używana w fundamentalnych teoriach (przykładowo mechanice kwantowej, elektrodynamice kwantowej, ogólnej teorii względności itp.). Model standardowy wyjaśnia szczegółowo, w jaki sposób trzy podstawowe siły zwane cechowaniem powstają z wymiany przez cząstki wirtualne. Inne siły, takie jak grawitacja, również powstają z zachowania pędu. W rzeczy samej zachowanie czteropędu w ruchu inercjalnym poprzez zakrzywienie czasoprzestrzeni skutkuje tym, co nazywamy siłą grawitacyjną w ogólnej teorii względności. Zastosowanie pochodnej przestrzennej (która jest operatorem pędu w mechanice kwantowej) do zachodzących na siebie funkcji falowych pary fermionów (cząstek o niecałkowitym spinie) powoduje przesunięcie maksimów funkcji falowej od siebie, co jest obserwowalne jako „odpychanie” fermionów.
Newton osadził trzecią zasadę w światopoglądzie, zgodnie z którym oddziaływanie między cząsteczkami materialnymi jest natychmiastowe. Był jednak przygotowany na filozoficzną krytykę tego oddziaływania na odległość i w tym kontekście wypowiedział słynne zdanie: „Nie stawiam hipotez” (łac. Hypotheses non fingo). We współczesnej fizyce działanie na odległość zostało całkowicie wyeliminowane, z wyjątkiem subtelnych efektów obejmujących splątanie kwantowe (W szczególności odnosi się to do twierdzenia Bella – jakoby żaden model lokalny nie był w stanie odtworzyć prognoz teorii kwantowej). Pomimo tego, że jest jedynie przybliżeniem, w nowoczesnej inżynierii i we wszystkich praktycznych zastosowaniach związanych z ruchem pojazdów i satelitów koncepcja działania na odległość jest szeroko stosowana, ponieważ w małej skali przybliżenie to jest bardzo dobre.
Odkrycie drugiej zasady termodynamiki przez Carnota w XIX wieku wykazało, że nie każda wielkość fizyczna jest zachowywana w czasie, tym samym kwestionując słuszność wymuszania przeciwnego poglądu metafizycznego z zasad Newtona. Stąd światopogląd „w stanie równowagi” oparty wyłącznie na zasadach Newtona i zasadach zachowania nie bierze pod uwagę entropii.

## Zasady w wersji Newtona
Pierwsza zasada dynamiki

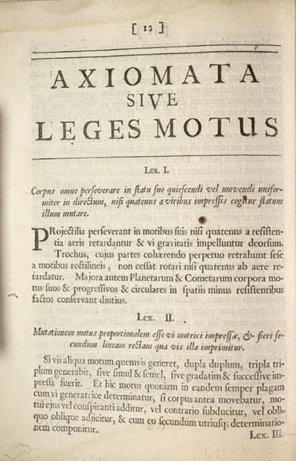
Pierwsza i druga zasada dynamiki Newtona w oryginalnym wydaniu Principia Mathematica z 1687 roku

Lex I. Corpus omne perseverare in statu suo quiescendi vel movendi uniformiter in directum, nisi quatenus illud a viribus impressis cogitur statum suum mutare.

Każde ciało trwa w swym stanie spoczynku lub ruchu prostoliniowego jednostajnego, jeżeli siły przyłożone nie zmuszą ciała do zmiany tego stanu.
Druga zasada dynamiki

Lex II. Mutationem motus proportionalem esse vi motrici impressae, et fieri secundum lineam rectam qua vis illa imprimitur.

Zmiana ruchu jest proporcjonalna do przyłożonej siły poruszającej i odbywa się w kierunku prostej, wzdłuż której siła jest przyłożona.
Przy czym przez „zmianę ruchu” Newton rozumiał zmianę pędu (który nazywał „ilością ruchu”) w jednostce czasu, zatem jego sformułowanie odpowiada temu, co obecnie nazywamy II zasadą dynamiki w wersji uogólnionej.
Trzecia zasada dynamiki

Lex III. Actioni contrariam semper et aequalem esse reactionem; sive corporum duorum actiones in se mutuo semper esse aequales et in partes contrarias dirigi.

Względem każdego działania istnieje przeciwdziałanie zwrócone przeciwnie i równe, to jest wzajemne działania dwóch ciał są zawsze równe i zwrócone przeciwnie.